# 어느 독재자
《어느 독재자》(The President)는 독일에서 제작된 모흐센 마흐말바프 감독의 2014년 드라마 영화이다. 미하일 고미아쉬빌리 등이 주연으로 출연하였고 모흐센 마흐말바프 등이 제작에 참여하였다. 2014년 베니스 영화제에서 전 세계 초연되었으며 버드맨과 함께 오픈되었다.

## 출연

### 주연
- 미하일 고미아쉬빌리
- 다치 오르벨라쉬빌리

## 수상
- Golden Hugo for the best film from Chicago International Film Festival, 미국, 2014
- Audience Award for the Best Film from the 15th TOKYO FILMeX International Film Festival, 일본, 2014
- Société Générale Award for Best Feature Film by the audience vote from the 14th Beirut International Film Festival, Lebenan, 2014